# Éditions L'Âge d'Homme
Pour les articles homonymes, voir L'Âge d'homme.
L'Âge d'Homme est une maison d'édition fondée en 1966 à Lausanne par l'éditeur d'origine serbe Vladimir Dimitrijević avec l'aide de l'écrivain et éditeur Dominique de Roux. Il est bientôt rejoint par Claude Frochaux qui jouera un rôle décisif dans le destin de l'éditeur à la suite de la polémique concernant la position de Dimitrijević à l'égard des événements en Yougoslavie dans les années 1990. Son siège est aujourd'hui situé à Lausanne.

## Historique
D'abord connu pour sa diffusion d'auteurs slaves grâce à la collection « Classiques slaves », L'Âge d'Homme diversifie sa ligne éditoriale avec le temps, publiant des revues, des travaux universitaires, des ouvrages de fiction et plusieurs auteurs suisses dont Henri-Frédéric Amiel, Étienne Barilier, Gaston Cherpillod, Charles-Albert Cingria, Georges Haldas, Charles-Ferdinand Ramuz, Léon Savary ou français dont Pierre Gripari, Alain Paucard, Paul-Gilbert Langevin, Christian Guillet ou Jean-Luc Caron. 
Des années 1960 à 1980, L'Âge d'Homme est l'un des principaux éditeurs francophones d'écrivains dissidents soviétiques, avec des auteurs comme Vassili Grossman et Alexandre Zinoviev.
Durant les guerres civiles en Yougoslavie, la maison d'édition publie plusieurs ouvrages soutenant la Serbie. 
L'Âge d'Homme publie de nombreux essais consacrés à des thèmes politiques, historiques, culturels ou philosophiques. Cet éditeur a aussi publié plusieurs volumes d'Octave Mirbeau : trois tomes de sa Correspondance générale, ses Combats littéraires, L'Abbé Jules et Sébastien Roch, ainsi que le monumental Dictionnaire Octave Mirbeau. Le catalogue comprend également des auteurs anarchistes comme Max Stirner (L'Unique et sa propriété, Dossier H), Noël Godin (Anthologie de la subversion carabinée) mais aussi d'extrême droite comme Alain de Benoist, des dossiers Dada, une collection, intitulée « Bibliothèque Mélusine », et une revue, Mélusine (Cahiers du Centre de recherche sur le surréalisme), vouées au surréalisme et dirigées par Henri Béhar. 
La maison d'édition s'est également engagée dans la défense de poètes tels que Lucien Noullez, Ferenc Rákóczy, Monique Laederach ou Pierrette Micheloud.
En 2011, L'Âge d'Homme comptait environ 4 500 titres à son actif.

## Collections
- « Bibliothèque Mélusine »
- « Cahiers des avant-gardes »
- « Caryatides »
- « Classiques slaves »
- « Dossiers H »
- « La Fronde » (dirigée par Slobodan Despot)
- « Les Grands poèmes du monde »
- « Grands Spirituels orthodoxes du XXe siècle »
- « Messages » (dirigée par Jean-Marc Berthoud)
- « Mobiles historiques »
- « Objections »
- « Poche suisse » (dirigée par Jean-Michel Olivier)
- « Politica Hermetica »
- « Le rameau d'or »
- « Sophia »
- « Symbolon »
- « Être et devenir »
- « V »

## Auteurs publiés
- Valentine Marcadé, Le Renouveau de l'art pictural russe, Éditions L'Âge d'Homme, coll. « Slavica - Écrits sur l'art », 1972, 395 p. (BNF 35255935).
- Valentine Marcadé, L'Art d'Ukraine, Éditions L'Âge d'Homme, coll. « Slavica - Écrits sur l'art », 1990, 348 p. (BNF 37663451).
- Uli Windisch
- Christian Guillet, Œuvre complète, Éditions L'Âge d'Homme, coll. « Au cœur du monde », 2006
- Michel Bugnon-Mordant, Sauver l'Europe, 2000
- Joël Dicker, La Vérité sur l'affaire Harry Quebert, 2012